# Simone Évrard
Simone Évrard (Tournus, 6 febbraio 1764 – Parigi, 24 febbraio 1824) è stata una rivoluzionaria francese, nota per essere stata la compagna di Jean-Paul Marat.

## Biografia
Simone Évrard ha vissuto a Parigi con sua sorella, Catherine Évrard, il cui marito, Jean Antoine Corne, è un tipografo presso L'Ami du peuple , il giornale di Jean-Paul Marat . Nella sua risposta ai detrattori di L'Ami du Peuple , la sorella di Marat, Albertine, descrisse l'anno 1791 come un anno particolarmente difficile per suo fratello.
Simone interviene nella vita di Marat in un momento in cui ha bisogno di sostegno in ogni modo. È molto isolato, anche dai patrioti, e la sua situazione è materialmente molto precaria. La conoscenza che François Chèvremont ci ha portato sulla famiglia Évrard ci permette di capire come Simone abbia potuto aiutare Marat a pubblicare i suoi Placards d'August-Settembre 1792 e riprenderà il suo diario alla fine di settembre.
Numerose testimonianze dell'epoca dimostrano che Simone era ben riconosciuta come la moglie di Marat, che firmò per lui, prima di dover fuggire per un attimo in Inghilterra , una promessa di matrimonio, pubblicata sul Journal de la Montagne. Gran parte della famiglia Marat pubblicherà, su questo stesso giornale, una lettera datata 22 agosto 1793, dove riconosce Simone Évrard come la loro “sorella”. 
Dopo l'assassinio dell'Amico del popolo, Simone rimarrà a Parigi, convivendo con Albertine Marat, e vegliando sulla memoria del suo amante. Inizierà la pubblicazione delle Opere politiche e patriottiche , ma, essendo state tolte le stampe sotto Termidoro, potrà pubblicare solo un volume.
Simone Evrard morì nel 1824, all'età di 60 anni, per una caduta dalle scale.